# Flying 15
Il Flying 15 è una barca a vela da regata, la cui classe è riconosciuta dalla International Sailing Federation .

## Storia
Progettata, per la prima volta, da Uffa Fox nel 1947.